# Stanisław Nabywaniec
Stanisław Nabywaniec (ur. 29 marca 1958 w Zasławiu) – polski duchowny katolicki, teolog, historyk, specjalizujący się w historii Kościoła unickiego oraz historii Kościoła epoki nowożytnej, nauczyciel akademicki związany z Katolickim Uniwersytetem Lubelskim i Uniwersytetem Rzeszowskim. Odznaczony Złotym Krzyżem Zasługi.

## Życiorys
Urodził się w 1958 w Zasławiu koło Zagórza. Dwa lata później zamieszkał wraz z rodziną w Krzywem, gdzie w 1973 ukończył szkołę podstawową. Następnie kontynuował naukę w Liceum Ogólnokształcącym w Dynowie. Tam też w 1977 zdał maturę i rozpoczął studia w Wyższym Seminarium Duchownym w Przemyślu. W 1983 uzyskał tytuł magistra teologii z zakresu historii Kościoła na Wydziale Teologii Katolickiego Uniwersytetu Lubelskiego. W tym samym roku 29 czerwca, przyjął święcenia kapłańskie.
1 sierpnia 1983 podjął pracę jako wikariusz w parafii w Ustrzykach Dolnych, po czym po 3 latach został skierowany na studia specjalistyczne z zakresu historii Kościoła na swoją macierzystą uczelnię. W 1989 objął stanowisko kapelana domu prowincjonalnego Sióstr Służebniczek NMP (Starowiejskich) w Prałkowcach. W 1991 uzyskał stopień naukowy doktora nauk teologicznych w zakresie teologii o specjalności historia Kościoła na podstawie pracy pt. Diecezja przemyska greckokatolicka 1772-1795, napisanej pod kierunkiem ks. prof. Bolesława Kumora. W sierpniu tego samego roku został wikariuszem w parafii Najświętszego Serca Pana Jezusa w Rzeszowie, katechetą w miejscowej Szkole Podstawowej nr 23 oraz duszpasterzem akademickim dla studentów Wyższej Szkoły Pedagogicznej. Jednocześnie prowadził Duszpasterstwo Akademickie „Przystań”, a także wykładał na rzeszowskiej uczelni etykę.
W 1992 po utworzeniu przez papieża Jana Pawła II diecezji rzeszowskiej został inkardynowany do niej. W roku akademickim 1992/1993 przebywał na stypendium naukowym w Rzymie, gdzie prowadził kwerendę archiwalną do dziejów Kościoła greckokatolickiego w Polsce oraz odbył studia w zakresie nauk Kościołów orientalnych na Papieskim Instytucie Wschodnim. Po powrocie do kraju został starszym asystentem, a następnie adiunktem w Katedrze Historii Kościoła w Czasach Nowożytnych Instytutu Historii Kościoła na Wydziale Teologii Katolickiego Uniwersytetu Lubelskiego. Równolegle pracował jako wykładowca historii Kościoła w Wyższym Seminarium Duchownym w Rzeszowie. W 1999 Rada Wydziału Teologii KUL nadała mu stopień naukowy doktora habilitowanego nauk teologicznych w zakresie historii o specjalności historia Kościoła na podstawie rozprawy nt. Unicka archidiecezja kijowska w okresie rządów arcybiskupa metropolity Felicjana Filipa Wołodkiewicza 1762-1778.
Po habilitacji został profesorem nadzwyczajnym na rzeszowskiej uczelni pedagogicznej, przekształconej rok później w Uniwersytet Rzeszowski. Został tam kierownikiem Zakładu Historii Kościoła, a następnie od 2007 Zakładu Historii Nowożytnej. W latach 2002–2005 oraz 2008–2012 pełnił tam funkcję zastępcy dyrektora, w latach 2005–2008 dyrektora Instytutu Historii. 16 października 2012 prezydent Polski Bronisław Komorowski wręczył mu nominację profesorską.
Wszedł w skład komitetu wspierającego kandydaturę Karola Nawrockiego na prezydenta RP w wyborach w 2025.

## Odznaczenia
Został odznaczony odznaką honorową „Zasłużony dla Województwa Podkarpackiego”.
W 2018 roku prezydent RP Andrzej Duda odznaczył go Złotym Krzyżem Zasługi.

## Dorobek naukowy
Jego zainteresowania naukowe koncentrują się wokół zagadnień związanych z dziejami Kościołów wschodnich. Jest autorem około 500 publikacji w języku polskim i językach obcych, w tym 10 książkowych, oraz redaktorem naczelnym rocznika „Resovia Sacra”, ukazącego się od 1994 roku, a także jednego numeru „Zeszytów Naukowych UR – Historia” (2005) oraz pierwszego numeru czasopisma „Limes”. Do jego najważniejszych publikacji należą:

### Wybrane publikacje
- Diecezja przemyska obrządku wschodniego w okresie sporów prawosławo-unickich, [w:] Polska-Ukraina. 1000 lat sąsiedztwa, seria: Studia z dziejów greckokatolickiej diecezji przemyskiej tom III, Przemyśl 1996 ISSN 0867-1060.
- Recepcja reform kościelnych cesarza Józefa II w greckokatolickiej diecezji przemyskiej, [w:] jak wyżej
- Biskup Julian Pełesz – historyk Kościoła greckokatolickiego, [w:] Wielokulturowe środowisko historyczne Lwowa w XIX i XX w. t. 3 (2003) ISBN 83-7338-241-0.
- Uniccy biskupi przemyscy w latach 1610–1991. Szkice biograficzne, Poligrafia Wyższego Seminarium Duchownego, Rzeszów 1995 ISBN 83-904328-3-8.